# Fournols
Fournols é uma comuna francesa na região administrativa de Auvérnia-Ródano-Alpes, no departamento Puy-de-Dôme. Estende-se por uma área de 28,74 km². Em 2010 a comuna tinha 334 habitantes (densidade: 11,6 hab./km²).